# Leachia cyclura
Leachia cyclura är en bläckfiskart som beskrevs av Charles Alexandre Lesueur 1821. Leachia cyclura ingår i släktet Leachia och familjen Cranchiidae. Inga underarter finns listade i Catalogue of Life.